# Світанок

Світанок

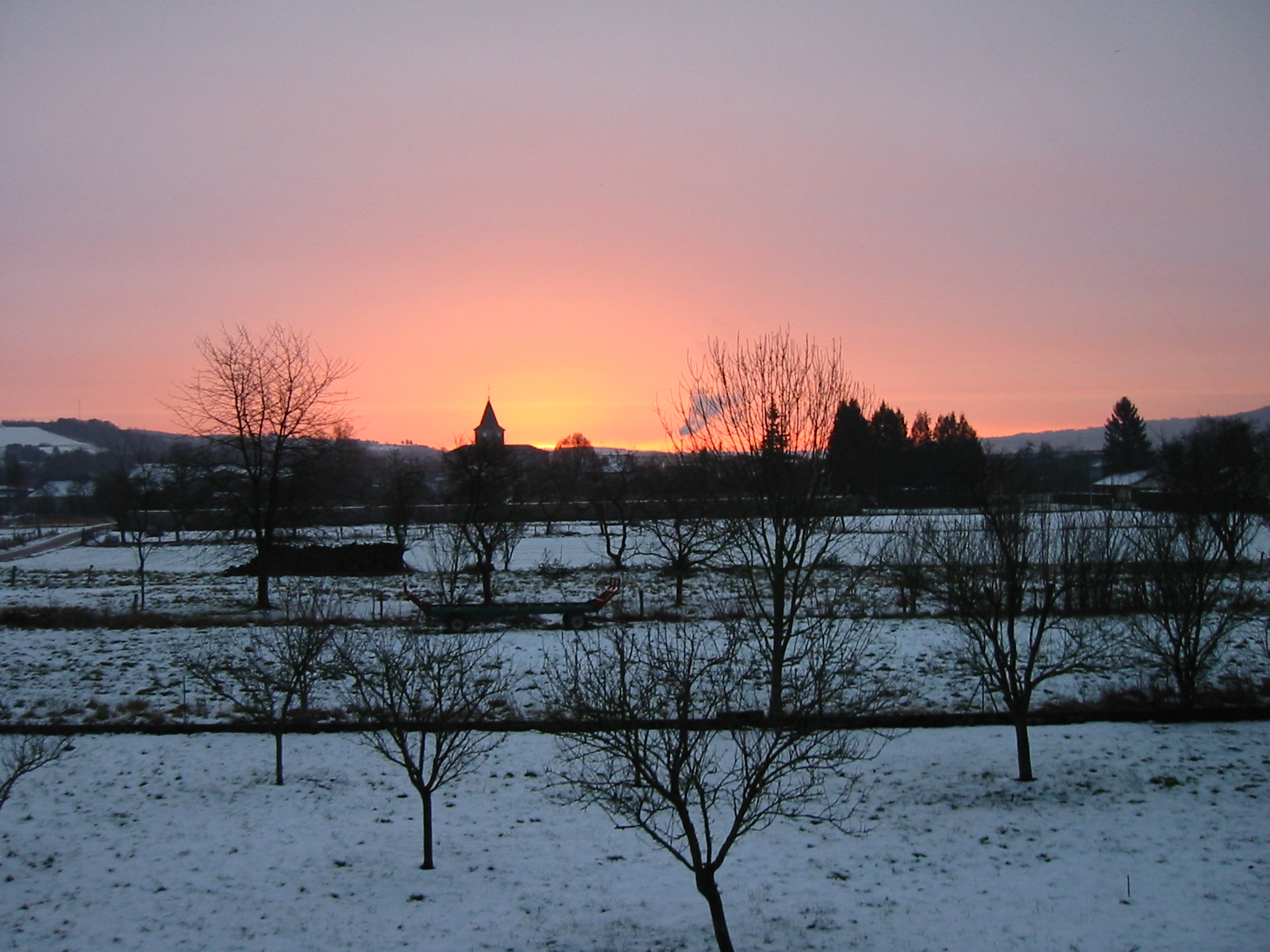
Світанок

Світа́нок (світа́ння), ро́зсвіт — пора доби перед сходом сонця, коли починає розвиднятися; початок ранку. Освітлення, забарвлення неба над горизонтом у цей час; ранкова зоря. Ще називається ранковими сутінками.
Час Світанку  змінюється протягом року від осіннього рівнодення  до зимового сонцестояння (коли найдовша ніч і далі від  весняного рівнодення  до літнього сонцестояння  (коли найдовший день), залежить від географічної широти, географічної довготи і висоти над рівнем моря точки спостереження. У день рівнодення поява на горизонті  сонця відбувається майже точно на географічному сході для спостерігачів у всіх точках поверхні Землі, відмінних від полюсів.
Поява  сонця на світанку зазвичай розмальовує небо яскравими червоними і  помаранчевими барвами та різними його відтінками. Водночас світанки часто супроводжуються ранковими туманами  та росами.
Народні прислів’я, приказки та висловлювання про Сонце та світанковий час.
Засвітить сонце і в наше віконце.
Співатиме півень, чи ні, а день буде.
Сумні думки – як туман. Зійшло сонце – і вони розсіялися (Ернест Хемінгуей)
Правда подібна до сонця. Від неї можна закритися на якийсь час, але від цього вона нікуди не зникне.(Елвіс Преслі)
Безпросвітна пітьма тільки перед світанком.
Світанок у горах – найкраща подія, яка тільки може статися з людиною.
Доки сонце зійде, роса очі виїсть.
Сонце низенько, то й вечір близенько.
Сонця в мішок не зловиш.
Сонце гріє, сонце сяє — вся природа воскресає.
Життя вимірюється світанками, а не заходами сонця. (Оксана Демченко)
Якщо ви робите щось прекрасне й піднесене, а цього ніхто не помічає – не засмучуйтеся: схід сонця – це взагалі найпрекрасніше видовище у світі, але більшість людей у цей час ще спить. (Джон Леннон)
Є художники, які перетворюють сонце на жовту пляму. Але є й ті, хто, використовуючи своє мистецтво і розум, перетворюють жовту пляму на сонце. (Пабло Пікассо)
Як би не почався твій день, з дощу чи сонця, будь вдячний. Твій день почався!

## Фото

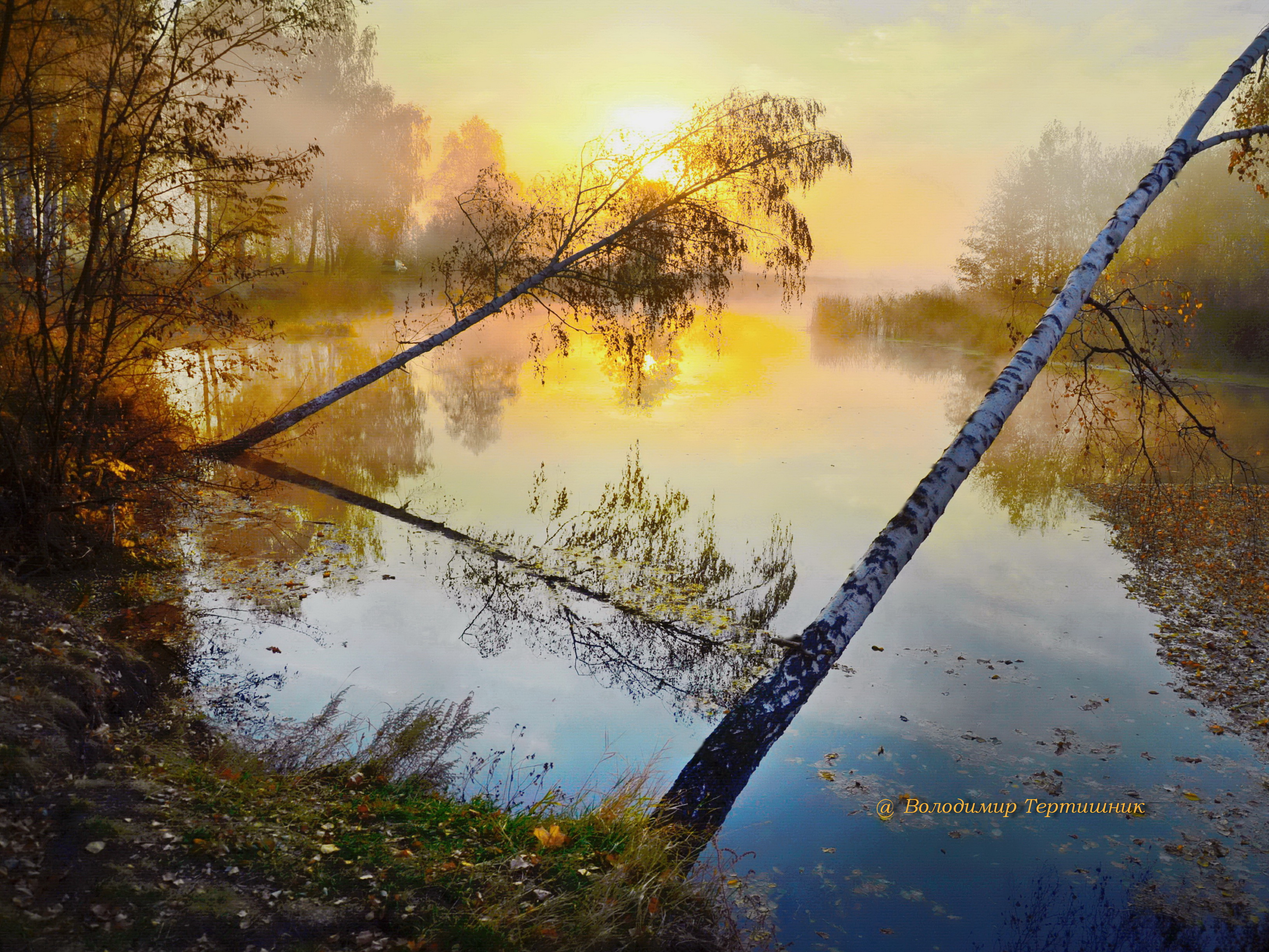
Світанок на річці Псел
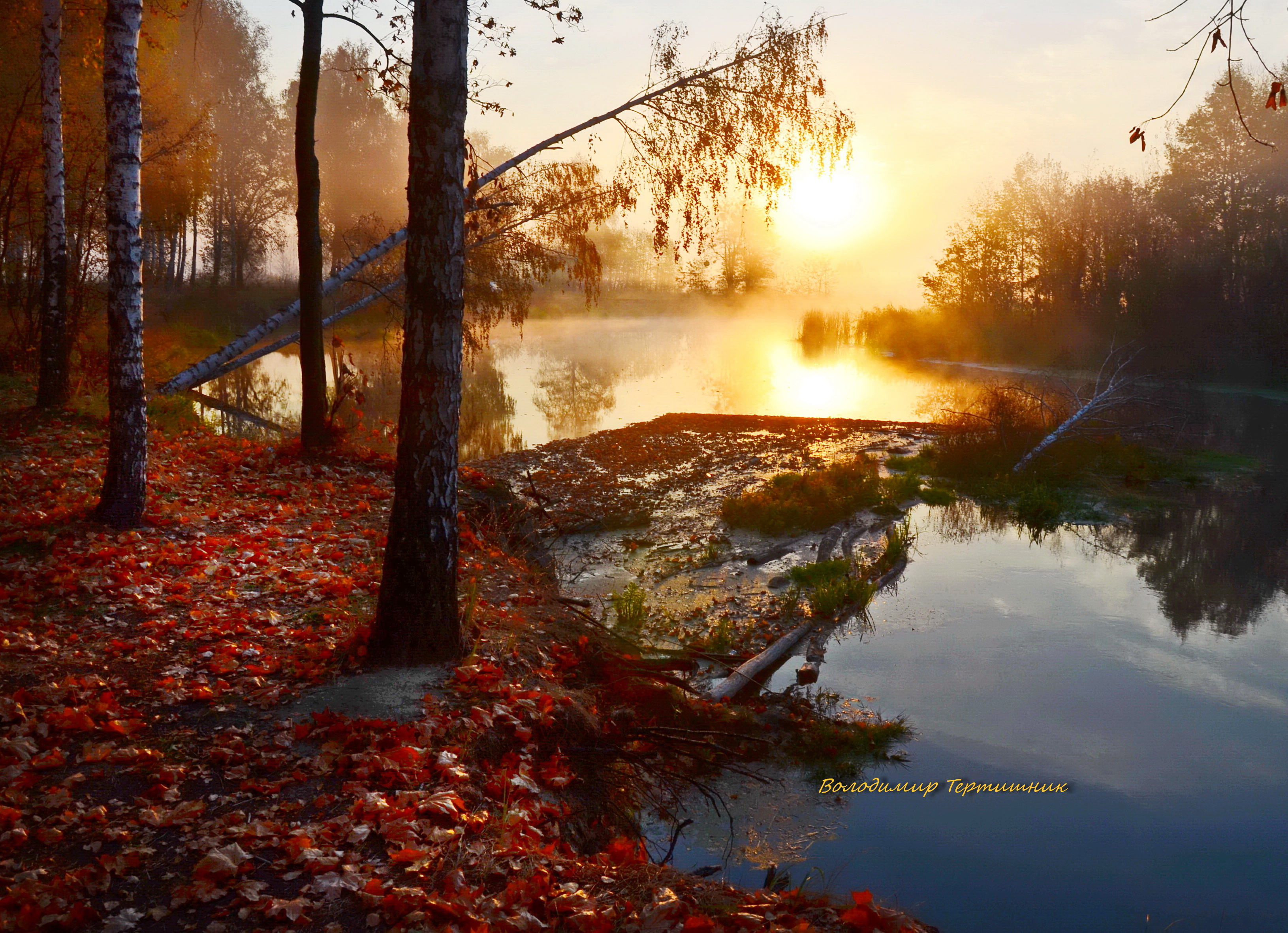
Осінній світанок на р. Псел
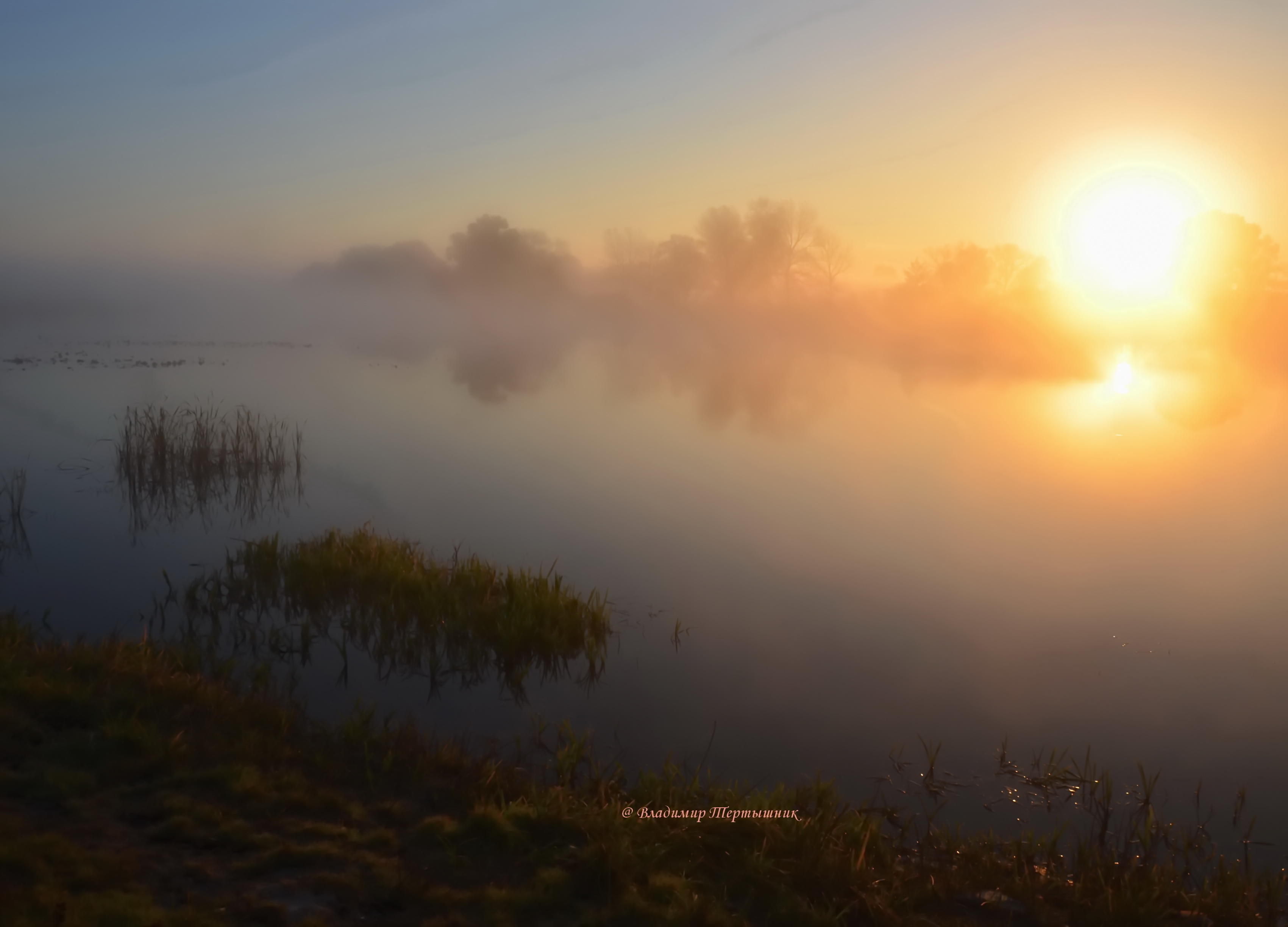
Світанок на річці Оріль
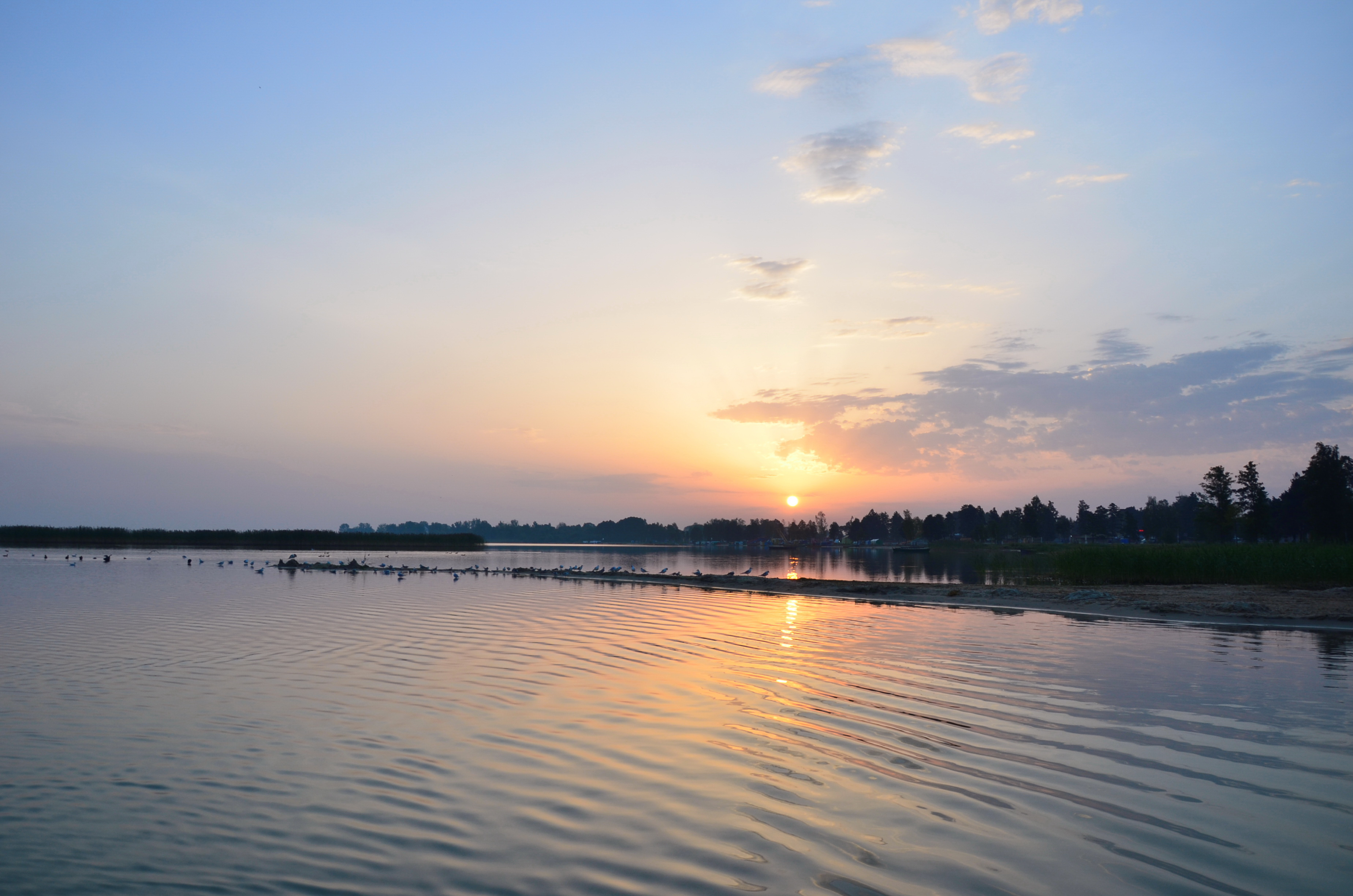
Світанок на Шацьких озера